# Pilar (Abra)
Pilar ist eine philippinische Stadtgemeinde in der Provinz Abra. Sie hat 10.223 Einwohner (Zensus 2015).

## Baranggays
Pilar ist politisch unterteilt in 19 Baranggays.
| - Bolbolo - Brookside - Ocup - Dalit - Dintan - Gapang - Kinabiti | - Maliplipit - Nagcanasan - Nanangduan - Narnara - Pang-ot - Patad | - Poblacion - San Juan East - San Juan West - South Balioag - Tikitik - Villavieja |